# Romilda Pantaleoni
Romilda Pantaleoni (Údine, Italia, 29 de agosto de 1847 - Milán, 20 de mayo de 1917) fue una soprano italiana con una prolífica carrera operística en los años 70 y 80 del siglo XIX. Abarcó un amplio repertorio que incluía el bel canto, la grand opera italiana y francesa, las operas veristas y las óperas alemanas de Wagner. Está particularmente asociada con los papeles de Margherita en Mefistofele y la protagonista de  La Gioconda. También se la recuerda por ser la primera Desdemona en Otello (1887) y la primera Tigrana en Edgar (1889), ambas en la Scala de Milán.

## Biografía
Su padre, Luigi Pantaleoni fue compositor, y su hermano Adriano también fue cantante de ópera. Estudió en Milán, con Francesco Lamperti, antes de debutar, en el Teatro Carcano de la capital lombarda en 1868, en Margherita, de Jacopo Foroni. En los 15 años siguientes se presentó en teatros por toda Italia, con diversos papeles de ópera italiana y francesa, e, incluso, la Elsa de Lohengrin. En 1874 cantó el papel de Isabella en el estreno de Salvator Rosa, de Carlos Gomes en Génova, y, el año siguiente, la Margherita de Mefistofele en el Teatro Regio de Turín. Esta última representación tuvo una gran repercusión, y se considera el punto de partida de la recuperación de la popularidad de la ópera de Arrigo Boito, que se había estrenado en 1868 con mucho menor éxito. En 1879 apareció en el Teatro Real de Madrid y en 1884 en la Hofoper de Viena.
Pantaleoni se integró en la compañía de la Scala en 1883, debutando con La Gioconda. En los ocho años siguientes interpretó numerosas óperas en el teatro milanés, incluyendo los estrenos de Otello y Edgar, así como el de Marion Delorme, de Ponchielli (1885). Se retiró de los escenarios en 1891, tras el fallecimiento de su pareja, el director de orquesta Franco Faccio, con quien mantuvo una larga relación personal y profesional. Falleció en Milán.